# Oeneis calais
Oeneis calais är en fjärilsart som beskrevs av Samuel Hubbard Scudder 1865. Oeneis calais ingår i släktet Oeneis och familjen praktfjärilar. Inga underarter finns listade i Catalogue of Life.